# Fräulein vom Amt (Film)
Fräulein vom Amt ist eine deutsche Filmkomödie aus dem Jahre 1954 von Carl Heinz Schroth mit der Operettensängerin Renate Holm in der Titelrolle. An ihrer Seite spielt Georg Thomalla.

## Handlung
Die junge, pausbäckige Susi Behnke wächst in einem typisch kleinbürgerlich-treudeutschen Haushalt der Adenauer-Zeit auf: Ihr Vater ist Postbeamter, und Susi verdient sich ihr kleines Gehalt als Telefonistin: Als „Fräulein vom Amt“ hat sie telefonische Verbindungen zu stöpseln, um einen Anrufer mit einem Empfänger zu verbinden. Susis wahre Liebe gilt jedoch der Musik, und so nimmt sie, ohne Wissen des gestrengen Herrn Papa, Gesangsunterricht bei ihrer Tante Bruni. 
Im Rahmen ihrer Ausbildung lernt sie einen jungen Mann kennen, der als Toningenieur arbeitet, jedoch heimlich auch Lieder komponiert. Er ist derart von Susis Stimme begeistert, dass er ihr sofort ein Schlaflied komponiert. Dank seines Ehrgeizes, sowohl seine Komposition als auch die Aufnahme mit Susis Stimme im Radio unterzubringen, kann er einen schönen Erfolg verbuchen. Aus dem Fräulein vom Amt wird eine populäre Sängerin, und Susi hat in ihrem Galan auch noch den Mann fürs Leben gefunden, der schließlich sogar vor den kritischen Augen des Herrn Papa bestehen kann.

## Produktionsnotizen
Fräulein vom Amt entstand im Frühling 1954 in Hamburg und Umgebung und wurde am 30. Juni 1954 in Berlin uraufgeführt.
Helmut Ungerland übernahm die Produktionsleitung. Rolf Zehetbauer schuf die Filmbauten, Irms Pauli die Kostüme. Werner Pohl sorgte für den Ton.

## Kritik
Im Lexikon des Internationalen Films heißt es: „Anspruchslose Allerwelts- und Liebesgeschichte, die durch flotte Rhythmen und Revuepassagen halbwegs in Gang gehalten wird.“